# Береговая улица (Ростов-на-Дону)
Берегова́я у́лица — улица в центральной и нахичеванской частях Ростова-на-Дону. В современном представлении улица разделяет набережную правого берега Дона и первую линию массовой застройки города, первоначально же представляла собой единое целое с набережной и носила одноимённое название. Начинается на проспекте Сиверса и проходит вдоль Дона до Кизетериновской балки, прерываясь только на участок от Богатяновского спуска до Державинского переулка.

## История
Береговая (Набережная) всегда являлась одной из самых оживлённых улиц Ростова-на-Дону в навигационное время, была застроена складами и амбарами, после строительства товарной ветви Юго-Восточной железной дороги активность ещё более возросла.
Перед первой мировой войной заканчивалось начатое в 1897 году устройство набережной с замощением прилегающих участков — от устья Темерника до Богатяновского спуска.
Благоустройство улицы было проведено уже в советское время. В 1949 году благоустроен первый участок — от устья Темерника до оси проспекта Соколова, через четверть века — участок до завода «Красный Дон».

## Современное состояние
Береговая на участке от проспекта Сиверса до Богатяновского спуска — одна из самых красивых улиц Ростова-на-Дону, лицо города со стороны Дона. Вдоль неё расположены несколько памятников, красивые здания, благоустроенная набережная и Парамоновские склады, относящиеся к памятникам истории и культуры федерального значения.
В 2011 набережная, ранее входившая в состав улицы, на участке от проспекта Сиверса до Богатяновского спуска получила юридический статус парковой зоны.
На участке от Державинского переулка до Кизетириновской балки улица на настоящий момент не представляет собой практического интереса. Однако, объявлено проектирование продолжения улицы от Богатяновского спуска в восточном направлении до 13-й линии с устройством 4-х полос для движения, 310-метровой эстакады на 20—40 метровых опорах, а также сооружением кольцевой транспортной развязки. Продление Береговой улицы и прилегающей набережной Дона тесно связано с будущей планировкой Театрального спуска и переходом на Зелёный остров, куда в будущем планируется построить мост. Территорию указанного соединительного участка улицы, где сейчас располагается речной порт, планируют развивать как общественно-деловую зону с размещением гостиниц, мест отдыха и офисных зданий.

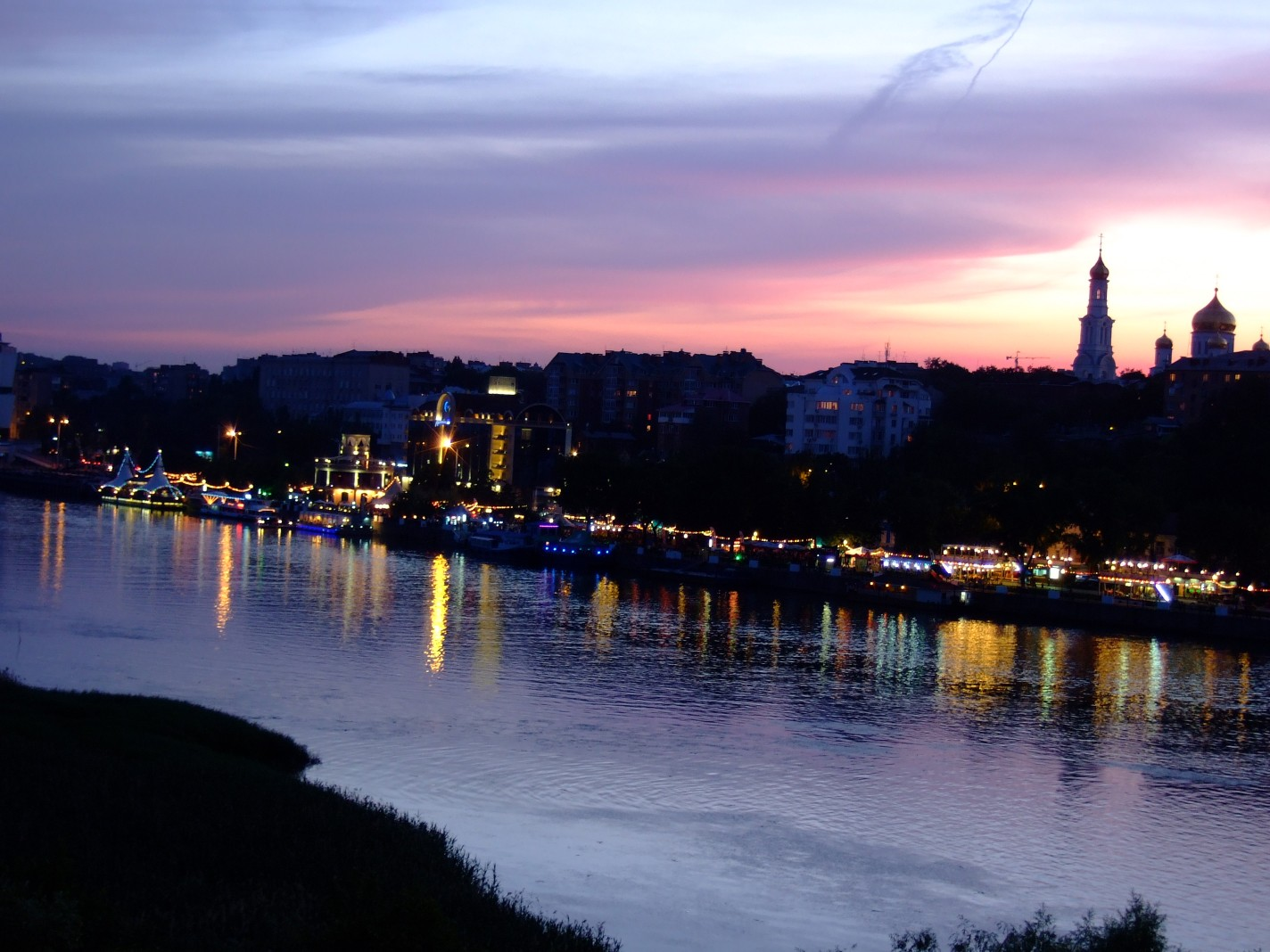
Набережная ночью
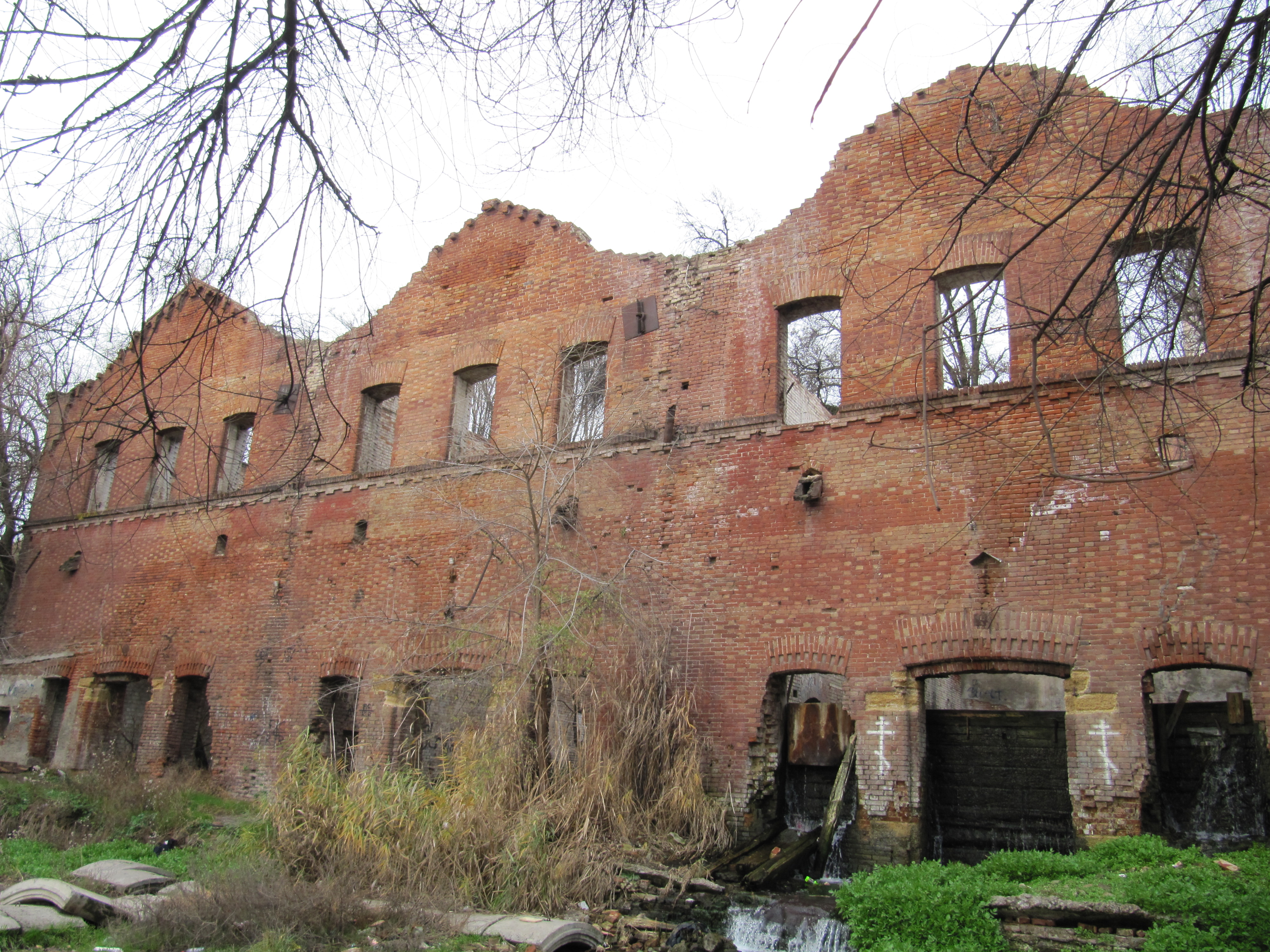
Парамоновские склады
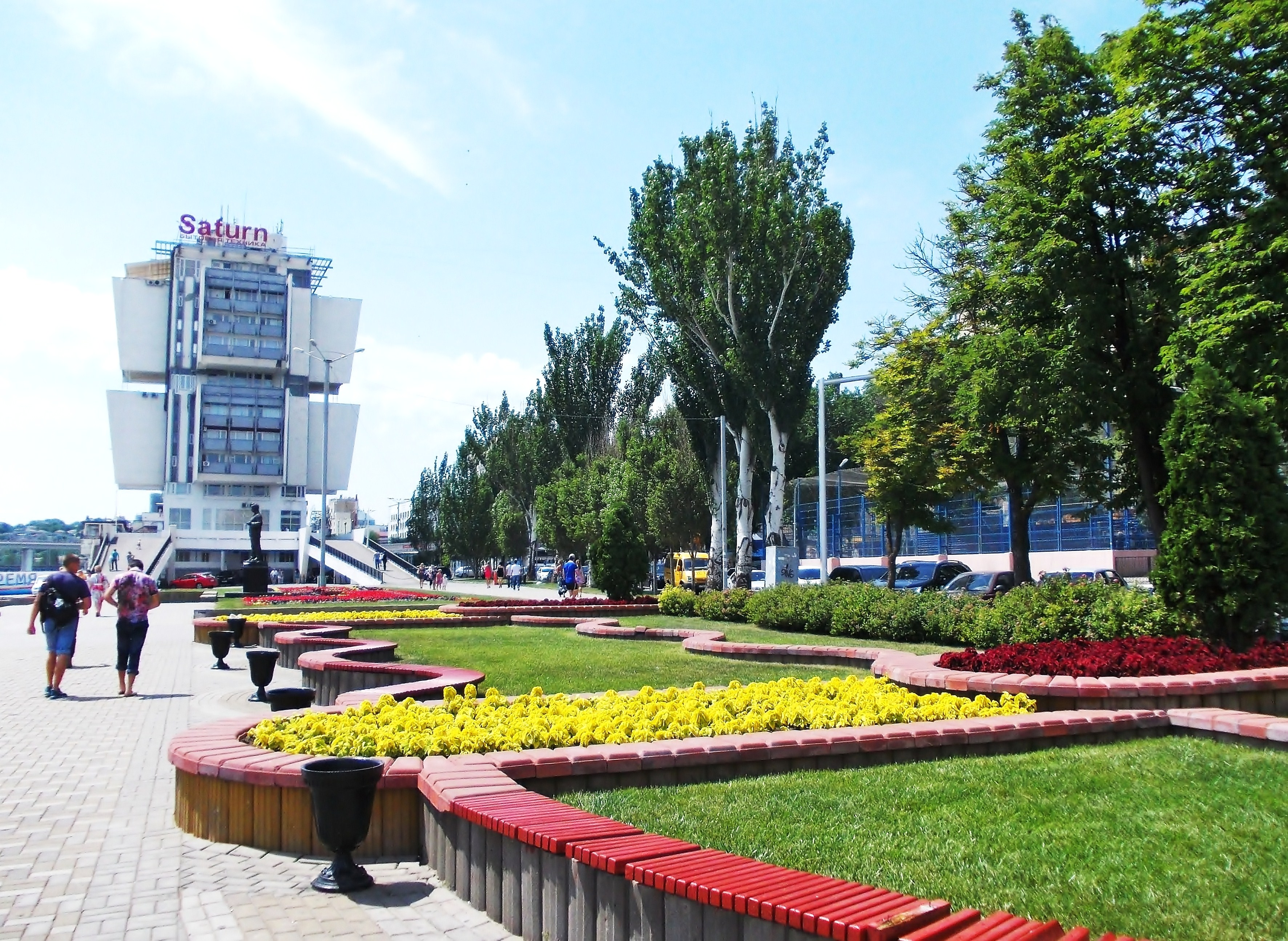
Речной вокзал
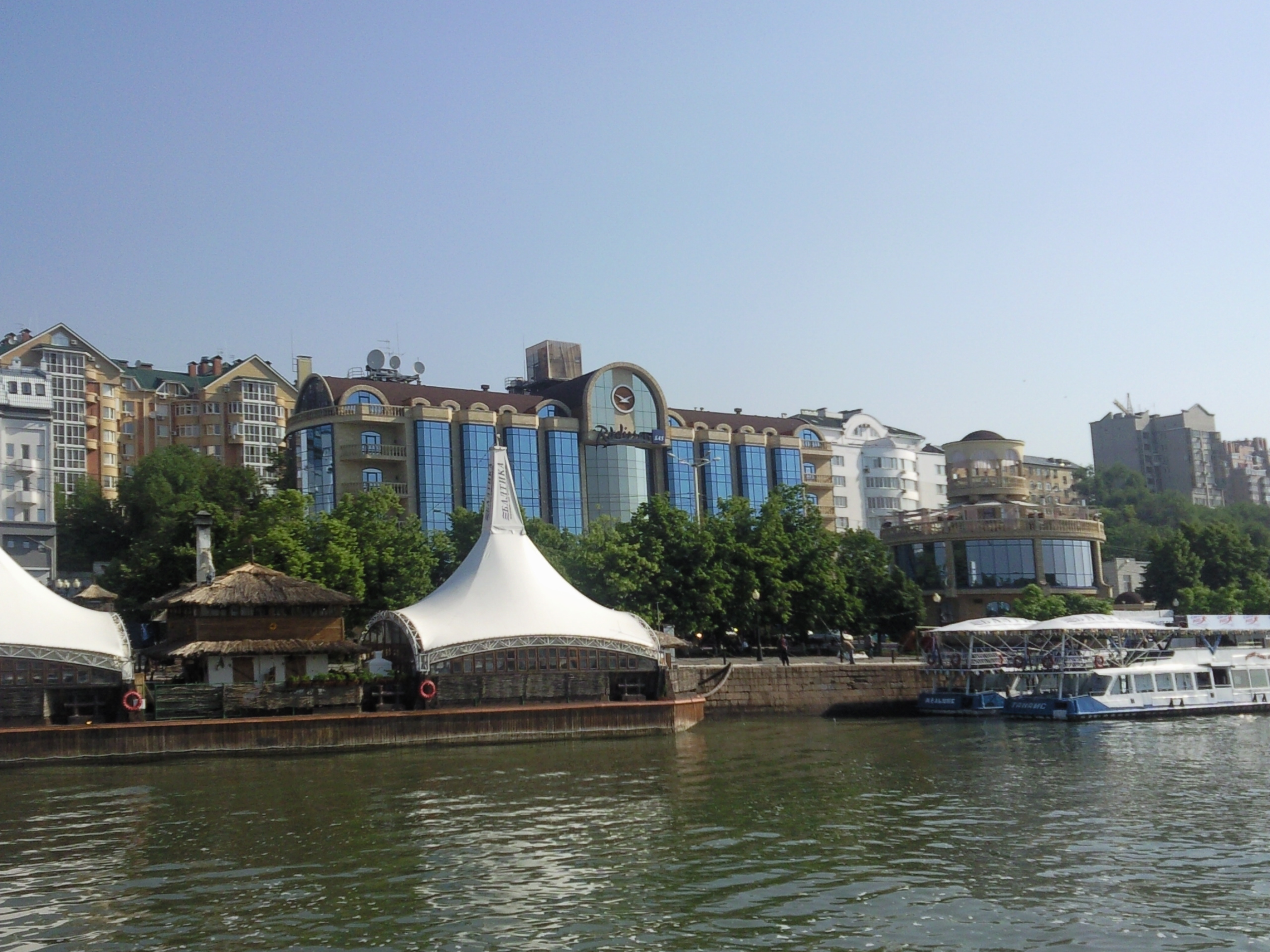
Рэдиссон Дон Отель
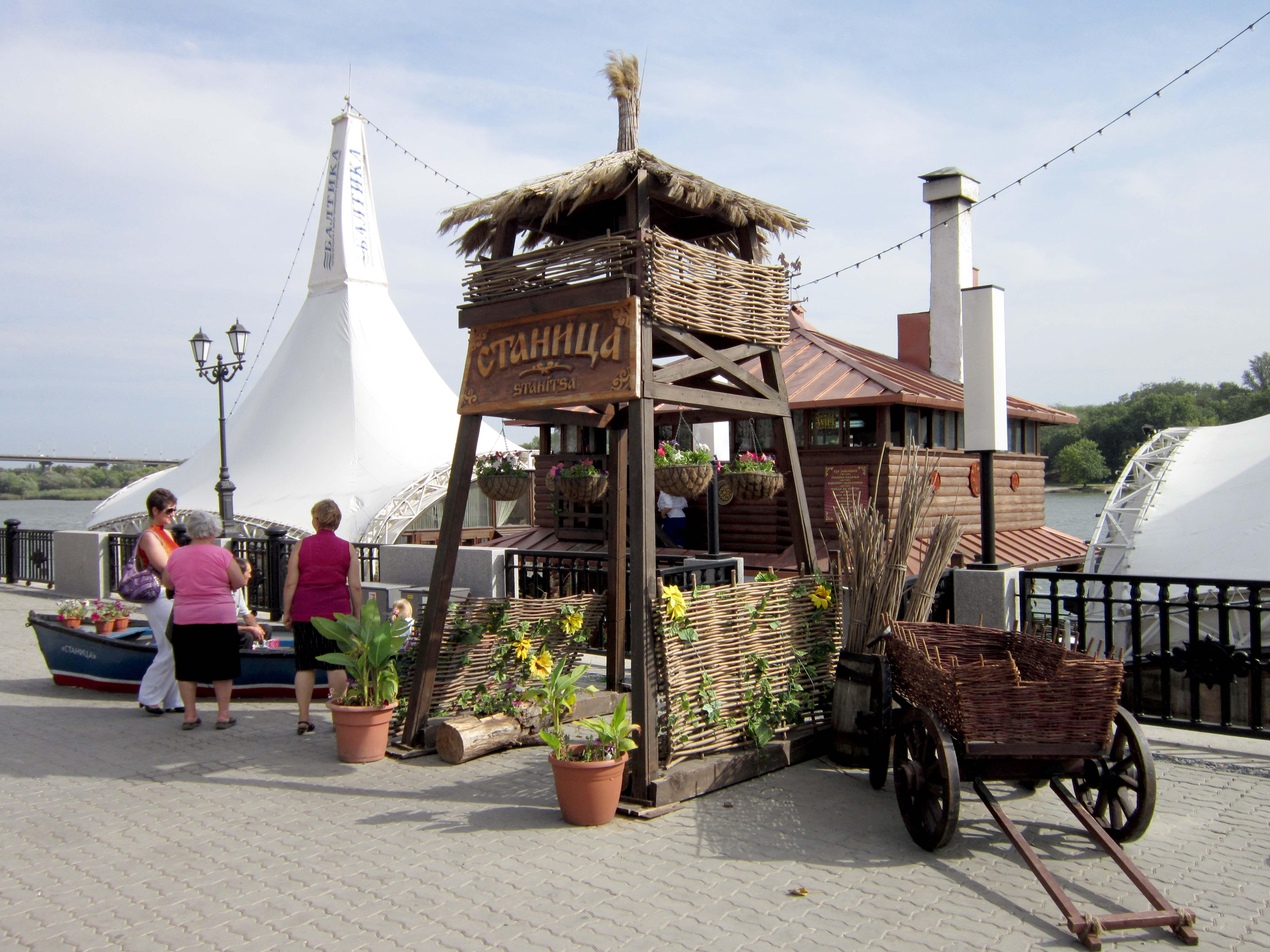
Кафе «Станица»
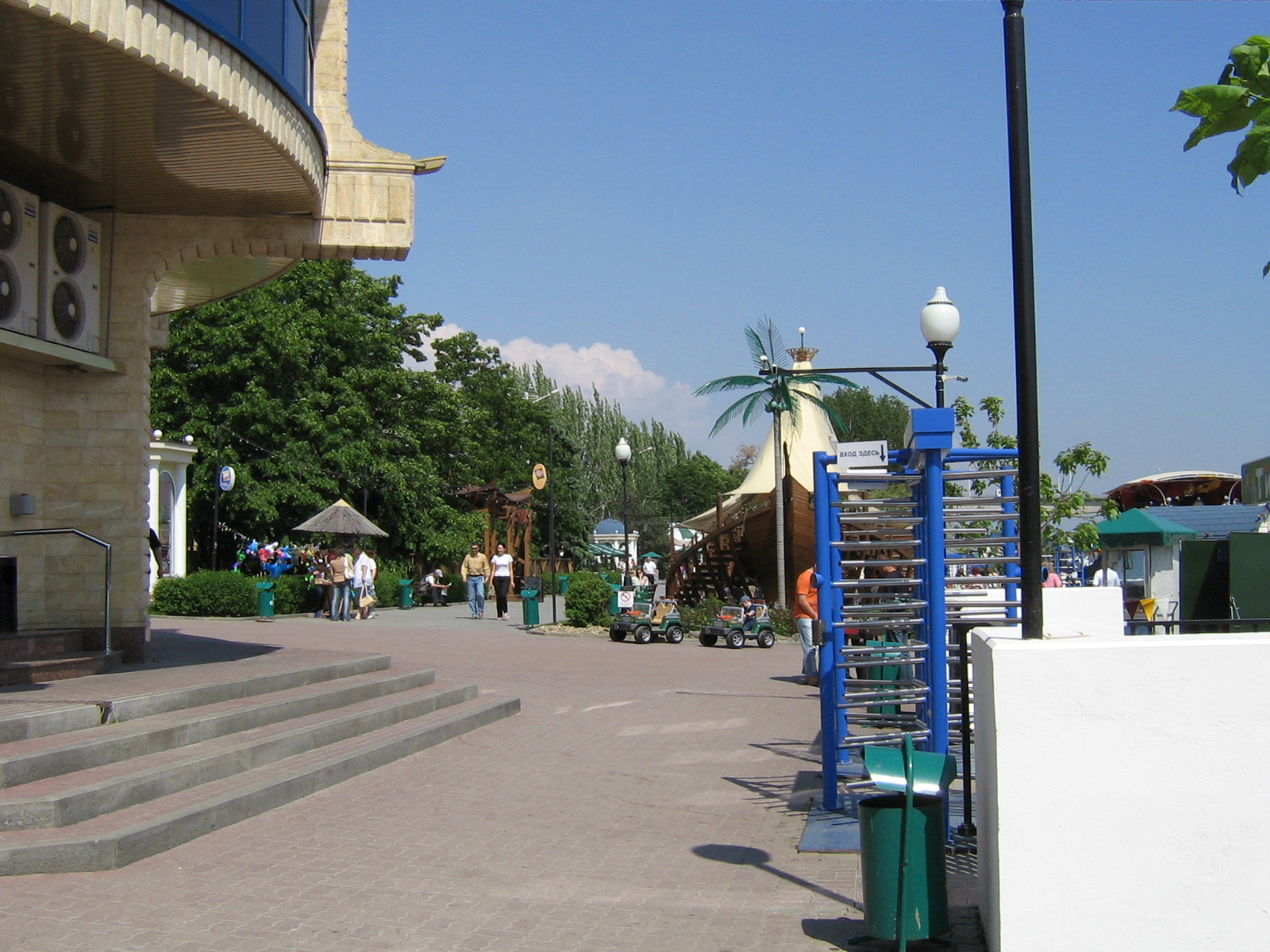
Пешеходная зона набережной
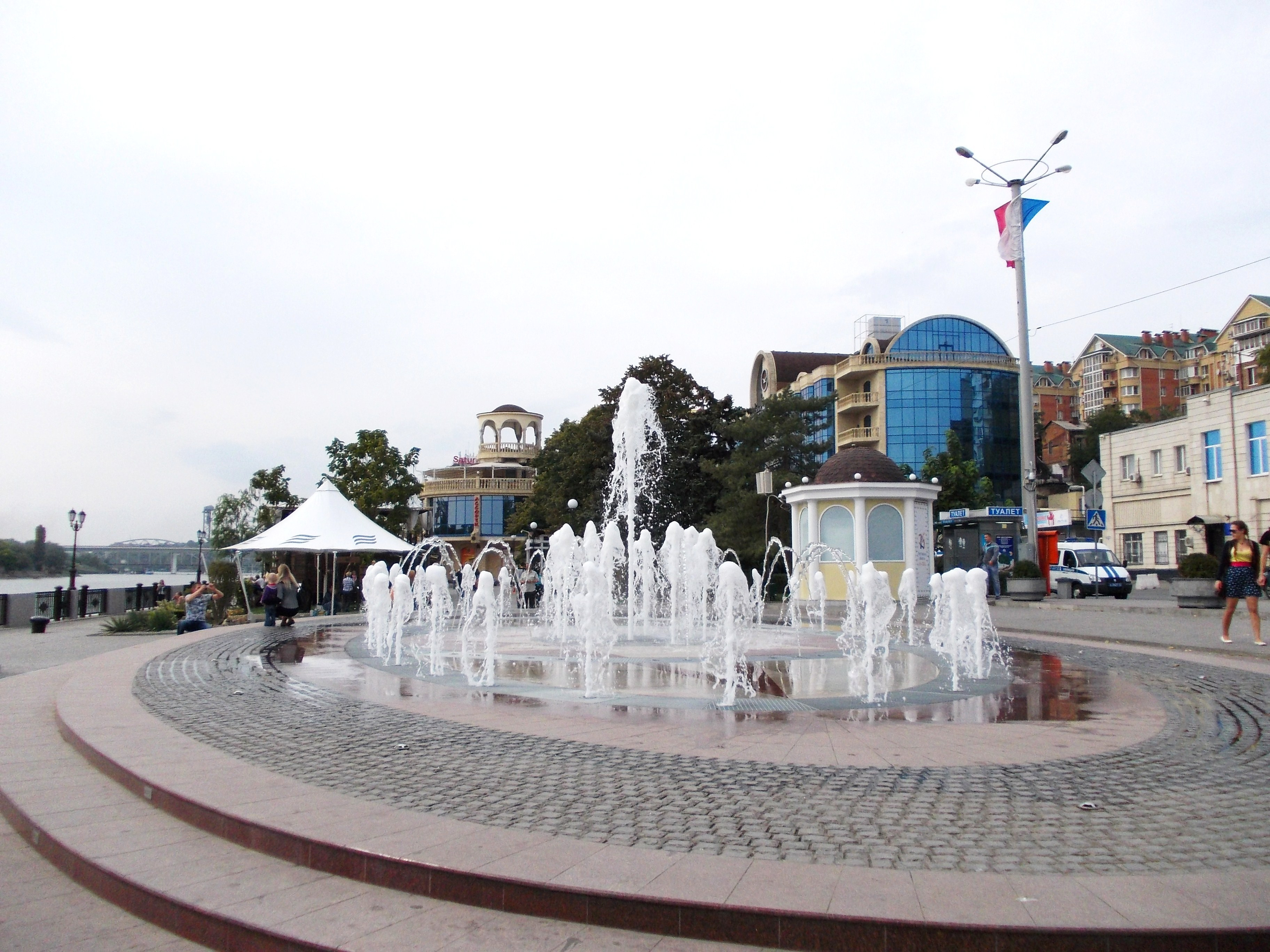
Петровский фонтан
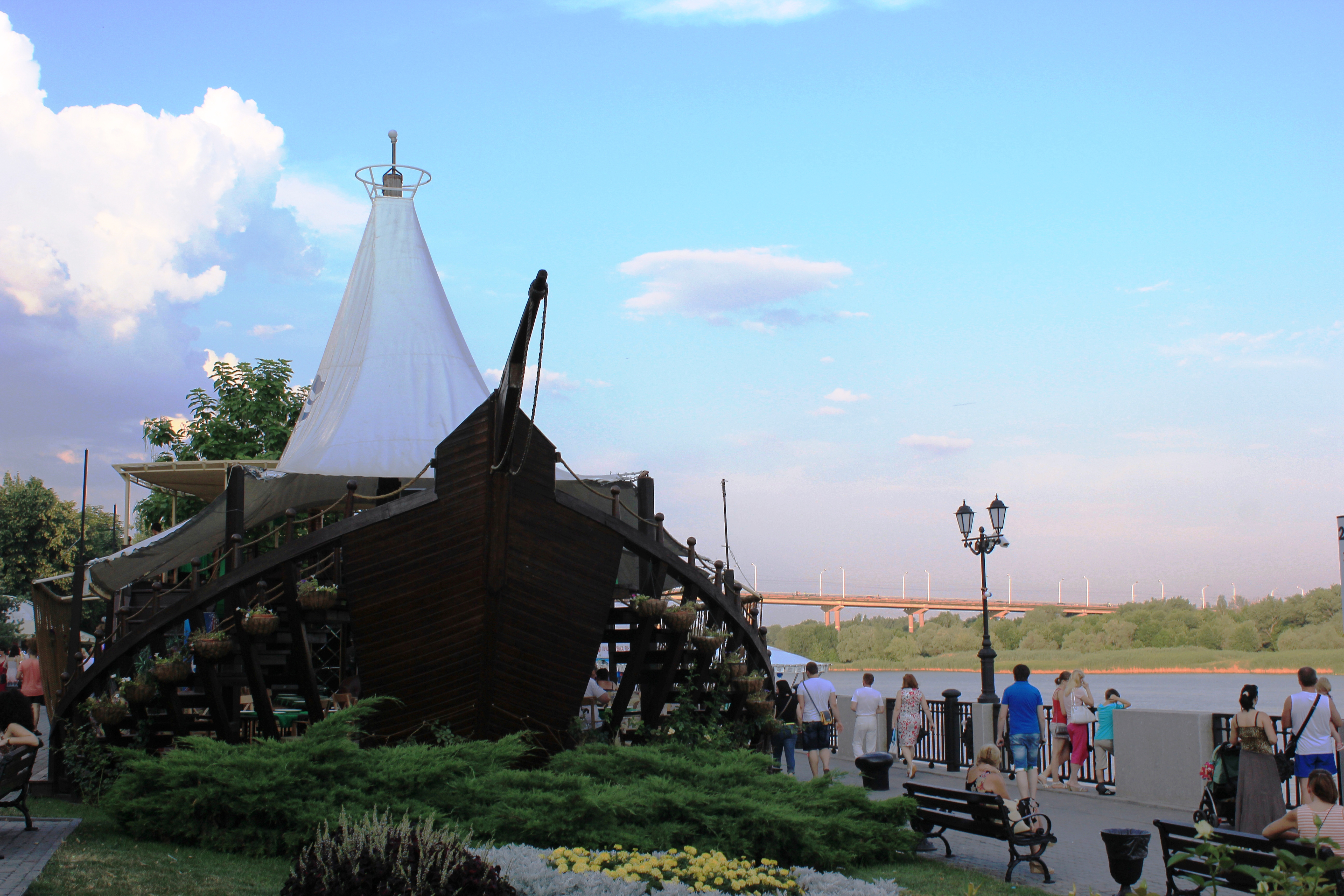
Корабль- закусочная на набережной
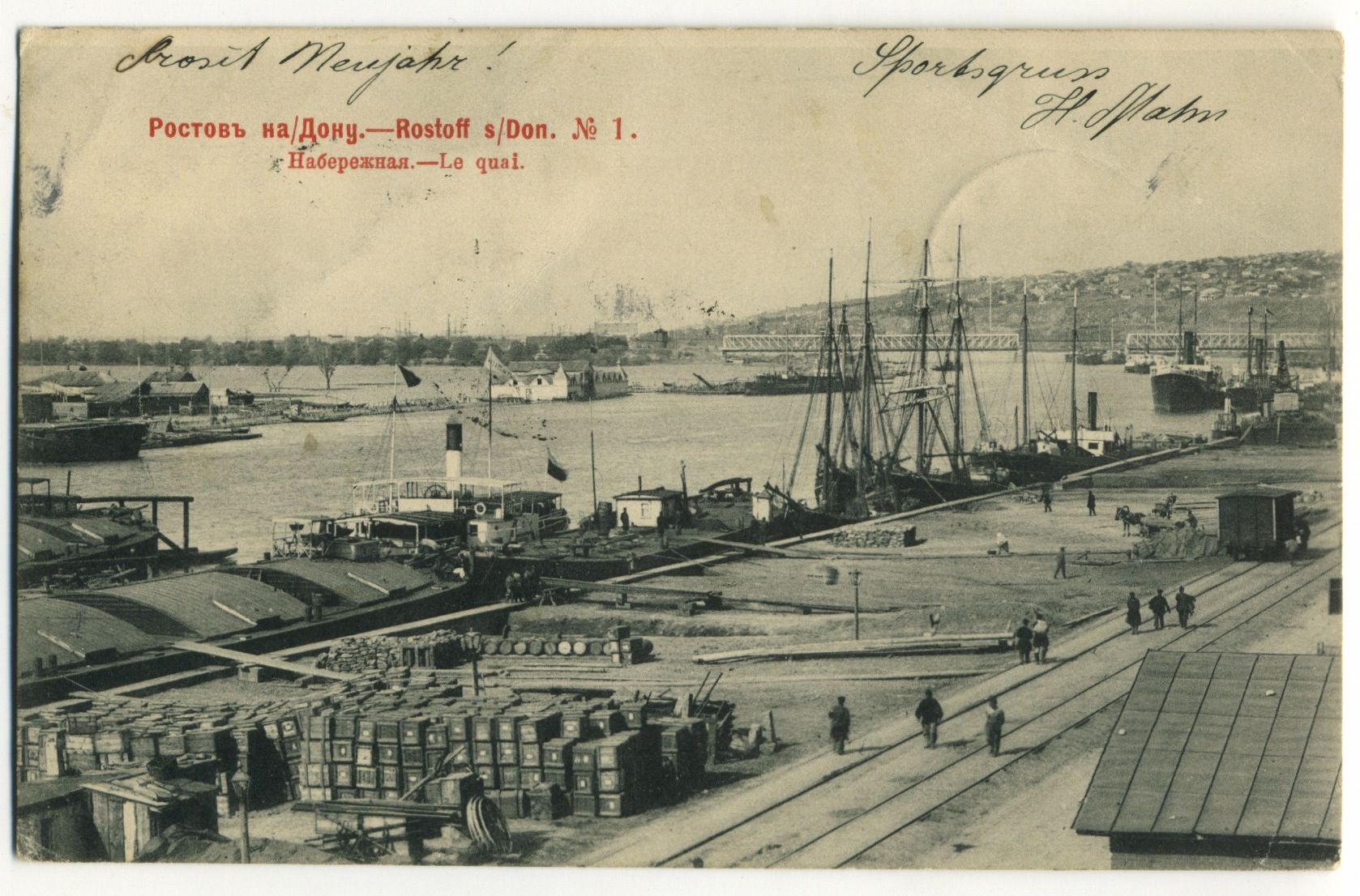
Вид на набережную. Начало 1910-х

### Монументы

Дон-батюшка
Скульптура «Рак»
Григорий и Аксинья
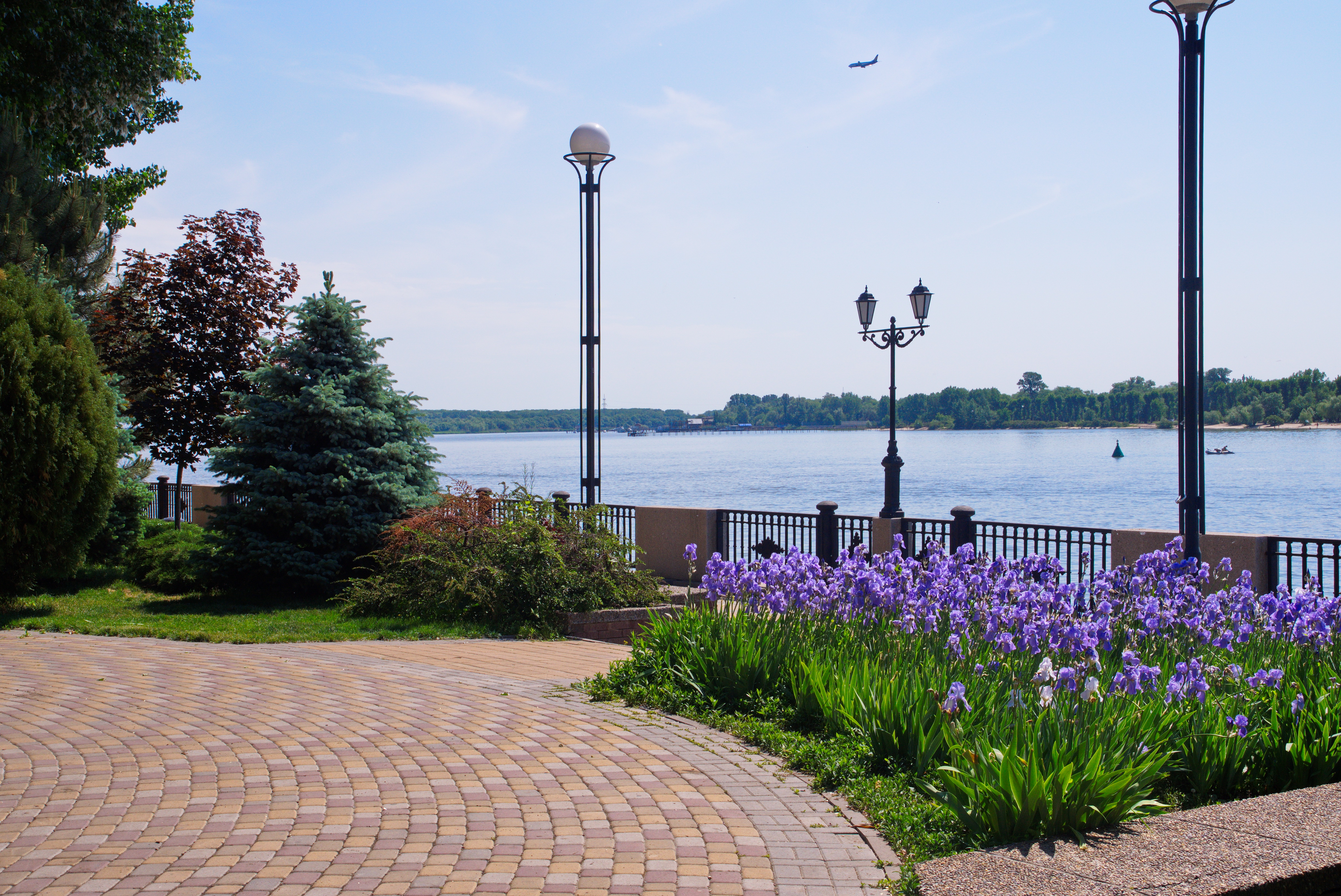
Вид с Набережной на реку Дон
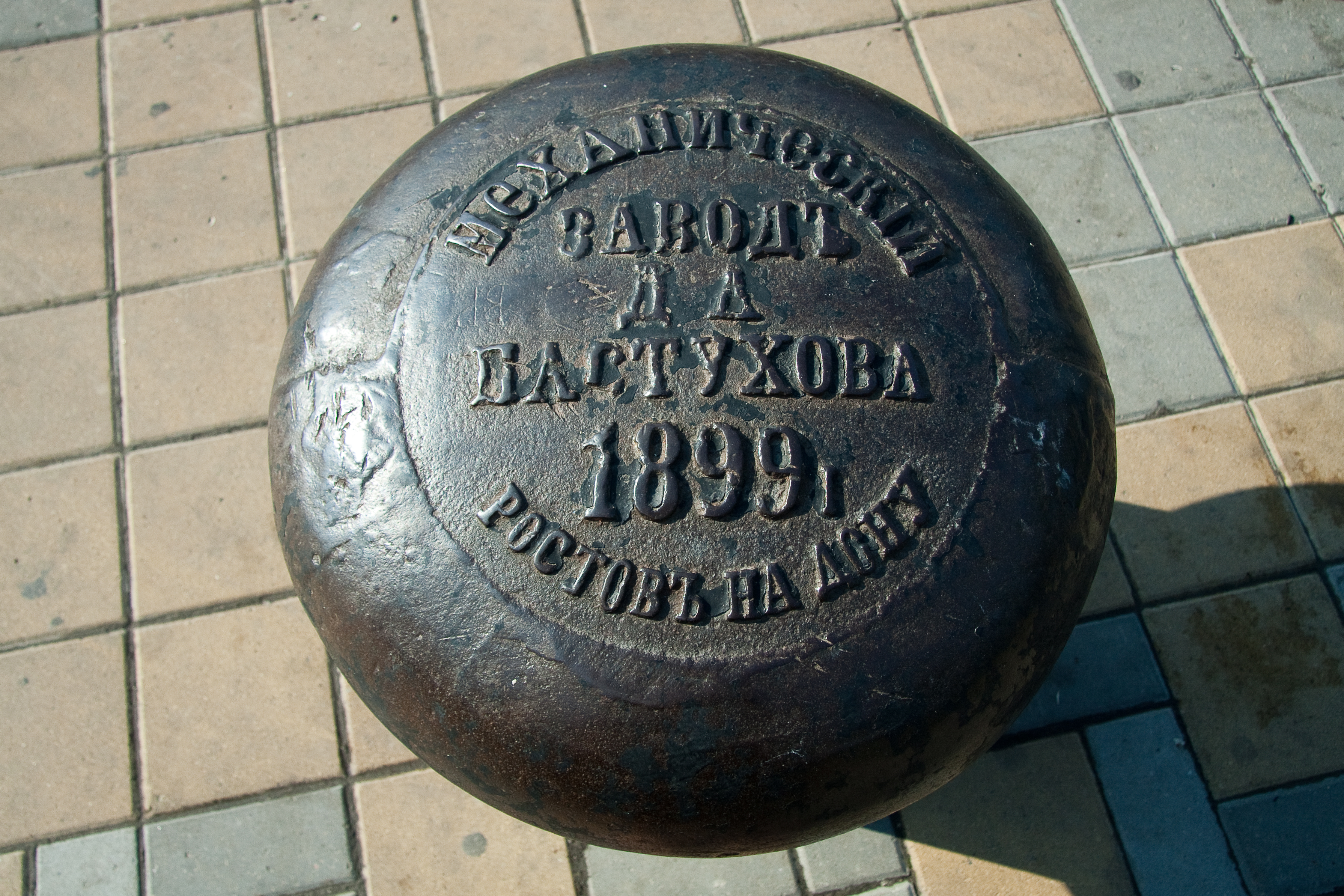
Памятник ростовчанке
Замковое дерево
Капитан Флинт
Якорь
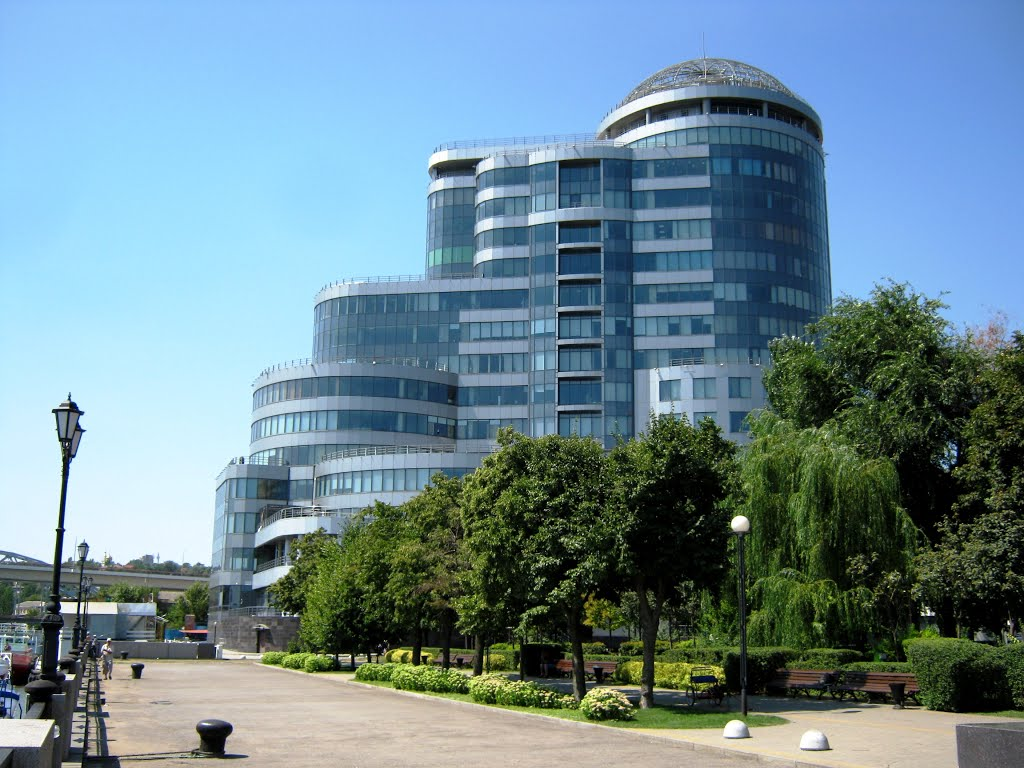
Бизнес-центр «Риверсайд-Дон»